# Інститут Історії Церкви Українського Католицького Університету
Інститут Історії Церкви Українського Католицького Університету (Інститут Історії Церкви УКУ, ІІЦ УКУ) — недержавний науково-дослідний заклад, що був створений у Львові у 1992 році випускником Гарвардського університету д-ром Борисом Ґудзяком для реалізації наукового проекту.
В основу діяльності ІІЦ було покладено методику «живої» або «усної» історії — збирання й наукового опрацювання спогадів очевидців про насильницьку ліквідацію УГКЦ атеїстичною радянською владою і релігійне життя її вірних, духовенства та ієрархії в катакомбах.
Інститут став осередком праці з відродження Львівської Богословської Академії (1994), згодом реорганізованої в Український Католицький Університет (2002), структурним підрозділом якого він є дотепер.

## Мета
Вивчення історичної спадщини українських Церков у ширшому контексті вселенського християнства, критичне переосмислення різних аспектів українського релігійного життя в минулому на підставі ретельного опрацювання джерел і використання методологічних підходів сучасної науки.

## Завдання
Дослідження становища Церкви в умовах тоталітарних режимів ХХ століття;
з'ясування історичних передумов та особливостей сучасних міжконфесійних та церковно-державних взаємин;
сприяння відродженню й розвитку в Україні церковної історії як академічної дисципліни;
плекання прискіпливого інтелектуального інтересу до одного з центральних аспектів людського досвіду — релігії та духовного життя.

## Архів проекту "Жива історія підпілля УГКЦ"
Містить: понад 2200 інтерв'ю; 100 відеоінтерв'ю; понад 5000 світлин; понад 5000 документів; приблизно 700 музейних речей. Каталоги Архіву ІІЦ доступні онлайн.